# Karl-Heinz Schuhmair
Karl-Heinz Schuhmair (* 1961) ist ein deutscher Koch.

## Werdegang
1989 wurde Schuhmair Küchenchef im Restaurant Bareiss in Baiersbronn, als Nachfolger von Manfred Schwarz. Das Restaurant wurde unter ihm mit zwei Michelinsternen ausgezeichnet.
1992 machte er sich selbstständig, und Claus-Peter Lumpp wurde sein Nachfolger als Küchenchef im Bareiss.
Von 2001 bis 2013 war er Küchenchef im Guarda Val in Lenzerheide in der Schweiz.